# 内治门

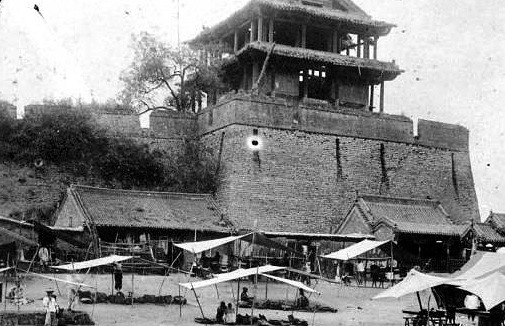
沈阳小东门外菜行

内治门，又称小东门，位于辽宁省沈阳市，是沈阳城门中靠沈阳方城东偏北的一座。

## 历史
1625年，后金大汗努尔哈赤从辽阳迁都沈阳。1631年皇太极扩建沈阳中卫，并更名盛京。改建后的盛京城有敌楼八座，角楼四座，并将原有的四座城门改为八座城门。其中内治门为东偏北的一座。